# Чиркова-Лозова Світлана Михайлівна
Світлана Михайлівна Чиркова-Лозова (5 листопада 1945 , Цивільський район, Чуваська Автономна Радянська Соціалістична Республіка і Чуваська Республіка ) — радянська фехтувальниця на рапірах, олімпійська чемпіонка 1968 та 1972 років, чемпіонка світу.

## Виступи на Олімпіадах
| Олімпіада   | Дисципліна      | Місце |
| ----------- | --------------- | ----- |
| Мехіко 1968 | командна рапіра | 1     |
| Мюнхен 1972 | командна рапіра | 1     |